# Ернан (сериал)
Вижте пояснителната страница за други значения на Ернан.
Ернан (на испански: Hernán) е Мая (юкатанска), Науатъл (ацтекска) и испаноезична историческа драма, продуцирана от Телевизия Ацтека, Dopamine и Onza Entertainment, разпространявана в световен мащаб от Амазон Прайм Видео от 29 ноември 2019 година (с изключение на САЩ), от 22 ноември 2019 година в цяла Латинска америка по Хистори и от 24 ноември 2019 година по ТВ Ацтека в Мексико. Първият сезон се състои от осем епизода, като е потвърден втори сезон на сериала, който е бил планиран да се заснеме през януари 2020 година. Поредицата е излъчена по повод 500-та годишнина от превземането на Теночтитлан, а действието се развива около конквистадора Ернан Кортес от пристигането му на мексиканския бряг до поражението на мексиканските племена. A+E Networks International разпространяват в световен мащаб продукцията от ноември 2019 година.

## Актьорски състав
- Оскар Аенада като Ернан Кортес
- Дагоберто Гама като Монтесума II
- Ишбел Баутиста като Марина
- Хорхе Антонио Гереро като Хикотенкатл II
- Мици Мабел Кадена като Доня Луиза
- Мичел Браун като Педро де Алварадо
- Виктор Клавийо като Кристобал де Олид
- Алмагро Сан Мигел като Гонзало де Сандовал
- Мигел Ангел Амор като Бернал Диаз дел Кастильо
- Изабел Луна като Миктлансиуатл[2]

## Епизоди

### Сезон 1 (2019)
| Номер | Заглавие    | Премиера        | Режисьор             | Сценарист                     |
| ----- | ----------- | --------------- | -------------------- | ----------------------------- |
| 1     | Марина      | 21 ноември 2019 | Норберто Лопез Амадо | Куро Ройо                     |
| 2     | Олид        | 21 ноември 2019 | Хулиан де Тавира     | Мариа Хаен                    |
| 3     | Хикотенкатл | 21 ноември 2019 | Норберто Лопез Амадо | Мариа Хаен и Хулиан де Тавира |
| 4     | Бернал      | 21 ноември 2019 | Норберто Лопез Амадо | Мариа Хаен                    |
| 5     | Монтесума   | 21 ноември 2019 | Норберто Лопез Амадо | Куро Ройо                     |
| 6     | Алварадо    | 21 ноември 2019 | Хулиан де Тавира     | Мариа Хаен                    |
| 7     | Сандовал    | 21 ноември 2019 | Алваро Рон           | Мариа Хаен и Куро Ройо        |
| 8     | Ернан       | 21 ноември 2019 | Норберто Лопез Амадо | Куро Ройо и Хулиан де Тавира  |

## Награди и номинации
- 2020 - 29-и награди на съюза на актьорите и актрисите - Най-добър актьор в международна продукция - Оскар Аенада - Спечелена[4]
- 2021 - 8-и награди на МиМ - Най-добър сериал и най-добър сценарий - Номинации[5]